# La Dame en rose
La Dame en rose ou Portrait d'Olivia de Subercaseaux Concha est une peinture à l'huile sur toile (163 × 113 cm) du peintre italien Giovanni Boldini datée de 1916. Elle est conservée au musée Giovanni Boldini à Ferrare.

## Histoire
Cette toile a pour modèle la nièce d'Emiliana Concha de Ossa, membre de la famille chilienne dont le peintre fut le portraitiste favori dès 1887  : Emilia Cardona, la veuve de l'artiste  affirme en effet qu'elle est la petite-fille d'Emiliana Concha de Ossa, modèle de Boldini en 1888 pour le célèbre Pastel blanc que, depuis 1931, l'œuvre (Portrait d'Emiliana Concha de Ossa) est exposée comme un portrait d'Olivia de Subercaseaux Concha ou Olivia Concha de Fontecilla.   
Quelle que soit l'identité du modèle, il est frappant que malgré son âge avancé, le peintre continue d'attirer dans son atelier des membres de la noblesse et de la haute société venus de toute l'Europe et de l'Amérique. L'exceptionnelle capacité picturale alliée à un riche répertoire de poses raffinées, élégantes, parfois farfelues, et à une large palette d'accords chromatiques toujours différents et bien orchestrés, font de lui, même à ces dates, l'un des portraitistes les plus recherchés du beau monde cosmopolite.  
Le portrait semble avoir appartenu à la famille chilienne Subercaseaux-Concha-Errázuriz avec qui Boldini entretenait des relations professionnelles depuis 1887. L'œuvre est toujours restée dans la collection privée de l'artiste,  

## Analyse
Cette toile compte parmi les créations les plus réussies de la maturité tardive de Boldini. En ces ultimes années d'activité, le style de Boldini gagne en audace et ses couleurs en vivacité : il applique alors sur la toile une matière picturale à l'aspect effiloché, en larges er vigoureux coups de pinceau qui rendent, grâce à une savante sobriété, tous les reflets des soies et des velours ainsi que la fraîcheur des fleurs fraîchement coupées. Il a désormais l'habitude bien ancrée, presque une signature, de représenter ses modèles dans des attitudes élégantes mais désinvoltes, comme s'il les observait à la dérobée, ce qui confère à ses effigies une modernité particulière résultant aussi des liens étroits qu'il entretient avec l'industrie de la mode et de la célébrité. Son acuité d'esprit lui a en effet permis de donner une forme visible à l'idéal féminin de son temps, à travers l'alliance parfaite d'une culture, d'une grâce, d'une sensualité et d'une inquiétude qui font de son œuvre l'un des témoignages les plus vivants et les plus authentiques sur la société de la Belle Époque,.
Comme le dit Arsène Alexandre à propos de certains tableaux exposés au Salon du Champ-de-Mars en 1909, admirés ou opposés, les effigies de Boldini sont pourtant l'expression parfaite de leur époque. Interprète fétiche de la société de la Belle Époque, Boldini a en effet réussi, avec acuité, à restituer son âme faite de « mondanité, de charme, de coquetterie sinueuse, de désir inavoué [...] Calme, avec son visage colérique, chauve et respectueusement mélancolique, l'artiste observe, surprend, exprime cette vanité qui bouge avec élégance ».